# 裸の心
「裸の心」（はだかのこころ）は、あいみょんのメジャー10枚目のシングル。ワーナーミュージック・ジャパン内のレーベル「unBORDE」から2020年6月17日に発売。同年5月1日に先行配信された。『第71回NHK紅白歌合戦』歌唱曲。

## 概要
- CDリリースでは、前作「空の青さを知る人よ」から約8ヶ月ぶりのリリース。
- 表題曲「裸の心」は、TBS系火曜ドラマ『私の家政夫ナギサさん』[6]の主題歌に使用されている。
- この楽曲は2017年に制作されており、アルバムの候補曲となっていたが、アレンジされた曲を聞いた時に感動し「この曲をシングルにしたい」と思い、リリースされた。
- サントリーフーズ・BOSS「宇宙人ジョーンズ・いつもの自販機」CM曲
- この楽曲はシングルとしては初のバラード曲であり、テレビ番組やライブなどで披露する場合は、ギターを持たず歌唱されている。
- 2020年8月31日放送のTBS系列『CDTVライブ!ライブ!』で表題曲をフルサイズで歌唱した[7]。また、2020年末の『第71回NHK紅白歌合戦』で2度目の紅白出場を果たし、表題曲を歌唱した[8]。

## 認定と売上
|                | 認定 (RIAJ)        | 売上/再生回数      |
| -------------- | ------------------ | ------------------ |
| ダウンロード   | プラチナ           | 505,000 DL         |
| ストリーミング | トリプル・プラチナ | 300,000,000 回再生 |

## 収録曲
| 全作詞・作曲: あいみょん。 |                          |            |            |              |      |
| #                          | タイトル                 | 作詞       | 作曲・編曲 | 編曲         | 時間 |
| 1.                         | 「裸の心」               | あいみょん | あいみょん | トミオヨウ   | 4:57 |
| 2.                         | 「ユラユラ」             | あいみょん | あいみょん | Sundayカミデ | 2:59 |
| 3.                         | 「裸の心」(Instrumental) | あいみょん | あいみょん |              | 4:55 |
| 合計時間:                  | 合計時間:                | 合計時間:  | 12:51      |              |      |

## 受賞歴
2020年10月30日、『MTV Video Music Awards Japan 2020』において「裸の心」で最優秀邦楽女性アーティストビデオ賞を受賞した。

## カバー
- おだみょん （おいでやす小田） - TBS系列『ラヴィット!』にて初歌唱。2024年2月2日放送の『あいみょんのオールナイトニッポンGOLD』で本人とのコラボレーションが実現した。